# Västerviks-Tidningen
Västerviks-Tidningen er et svensk dagblad med base i Västervik og et dagligt oplag på 12,000. Avisen blev første gang udgivet i 1834. Västerviks Tidningen er en del af Norrköpings Tidningar.